# Antonio Francesco Orioli
Antonio Francesco Orioli, O.F.M. Conv., italijanski rimskokatoliški duhovnik, škof in kardinal, * 10. december 1778, Bagnacavallo, † 20. februar 1852, Rim.

## Življenjepis
15. aprila 1833 je bil imenovan za škofa Orvieta. 1. maja 1833 je prejel škofovsko posvečenje. S tega položaja je odstopil 18. decembra 1841.
12. februarja 1838 je bil povzdignjen v kardinala in imenovan za kardinal-duhovnika S. Maria sopra Minerva.
2. maja 1847 je bil postavljen za prefekta Kongregacije za škofe in druge prelate.
30. septembra 1850 je bil imenovan še za kardinal-duhovnika Ss. XII Apostoli.